# Prudence Heward
Pour les articles homonymes, voir Heward.
Prudence Heward, née Efa Prudence Heward à Montréal (Québec) le 2 juillet 1896 et morte le 19 mars 1947 à Los Angeles (Californie) à l'âge de 50 ans, est une peintre canadienne.

## Biographie
Prudence Heward est originaire d'une famille aisée de la métropole québécoise et est également la cousine du député et ministre fédéral Heward Grafftey. Elle reçut une éducation marquée par les écoles privées. À un jeune âge, elle montre un intérêt pour les arts visuels, et entreprend dès ses 12 ans des leçons de dessin à l’Art Association of Montreal (maintenant le Musée des beaux-arts de Montréal).
Durant la Première Guerre mondiale, elle partit vivre en Angleterre où ses frères servirent dans l'Armée canadienne et où elle fut volontaire dans le Croix-Rouge. Après son retour au Canada en 1919, Heward continue à peindre, se liant notamment d'amitié avec des artistes du Groupe de Beaver Hall telles que Mabel Lockerby et Sarah Robertson. Même si Heward est fréquemment associée à ce groupe d'artistes montréalais principalement constitué de femmes, elle n'en fait toutefois officiellement pas partie. En 1924, elle présenta sa première exposition à l'Académie royale des arts du Canada de Toronto en Ontario. Néanmoins, à une période où les femmes artistes n'ont que peu de crédibilité, ce n'est pas avant 1932 qu'elle exposa ses œuvres en solo lors d'une exposition dans la Scott Gallery de Montréal.
Voulant améliorer ses talents, elle s'installa dans le quartier du Montparnasse à Paris entre 1925 à 1926. Durant ses vacances, elle étudia à l'Académie Colarossi et fréquenta la brasserie du Dôme, fréquenté par de nombreux artistes et écrivains nord-américains, dont Morley Callaghan, Ernest Hemingway et F. Scott Fitzgerald. À Paris, elle rencontra la peintre ontarienne Isabel McLaughlin qui devint son amie et elles effectuèrent des sorties de peinture en milieu naturel. En 1929, sa carrière explosa lorsqu'une de ses peintures, Girl on a Hill, remporta le premier prix de la compétition du Gourveneur-général Willingdon et organisée au Musée des beaux-arts du Canada.
Elle fut alors invitée à exposer ses œuvres en 1928 et 1931 avec le Groupe des Sept, où elle fit la rencontre de A. Y. Jackson avec qui elle effectua des excursions autour du fleuve Saint-Laurent. C'est alors qu'elle réalisa de nombreuses illustrations de paysages, particulièrement dans la région des Cantons-de-l'Est. Elle fut également reconnue pour sa représentation de femmes et enfants, incluant cinq modèles nus, dont l'un est une femme noire.
En 1933, elle cofonda le Canadian Group of Painters, mais affaiblie par l'asthme et divers autres problèmes de santé, elle dut ralentir ses activités. Un accident automobile survenu en 1939, diminua ses habiletés, mais elle put continuer à réaliser des portraits jusqu'en 1945. Par la suite, son état fut à ce point détérioré qu'elle ne put continuer ses activités. Elle mourut en 1947, alors qu'elle suivait des traitements médicaux dans un hôpital de Los Angeles en Californie.
De nos jours, nombre de ses œuvres sont exposées dans des galeries canadiennes dont la Winnipeg Art Gallery, au Musée des beaux-arts de Montréal, au Musée des beaux-arts du Canada et au Musée national des beaux-arts du Québec.
En juillet 2010, Postes Canada présente deux timbres de son œuvre, représentant ses tableaux Rollande et Au théâtre.

## Importance au sein de l'histoire de l'art
Prudence Heward occupe une place importance au sein de l'histoire de l'art canadienne. Selon l'historienne de l'art Julia Skelly, Heward fut l'une des seules femmes artistes à être reconnues dans l'anthologie A Concise History of Canadian Painting de Dennis Reid.
En outre, lors des années 1970 et 1980, le travail de Heward fait l'objet d'une redécouverte par plusieurs historiennes de l'art féministes. On peut notamment évoquer l'exposition From Women's Eye: Women Painters in Canada organisée par Dorothy Farr et Natalie Luckyj au Agnes Etherington Art Centre à Kingston en Ontario en 1975. Les expositions et catalogues publiés à cet effet permettront entre autres à Prudence Heward d'obtenir une reconnaissance au niveau national en tant que peintre canadienne moderniste d'importance. 

## Galerie

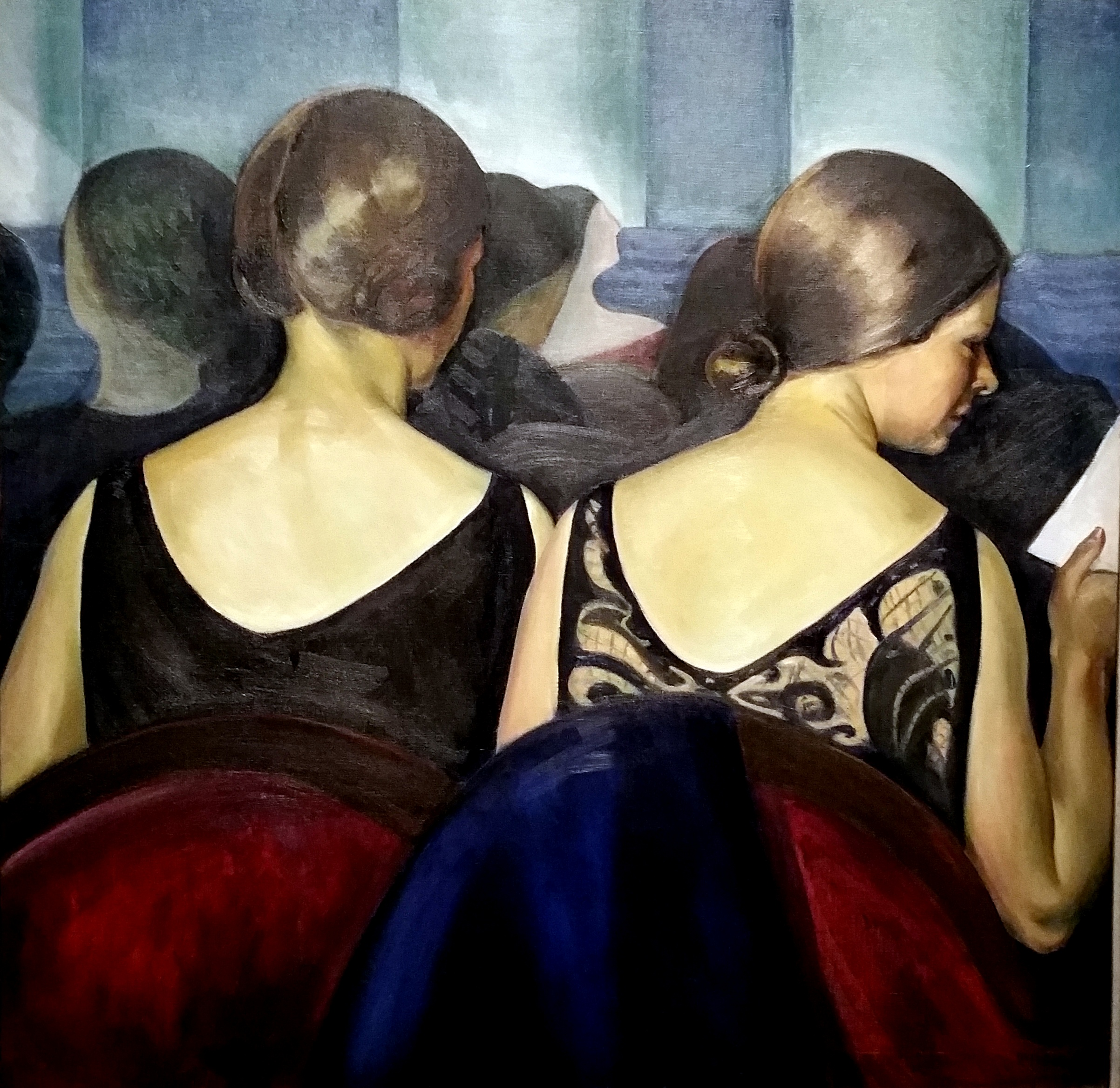
Au théâtre, 1928
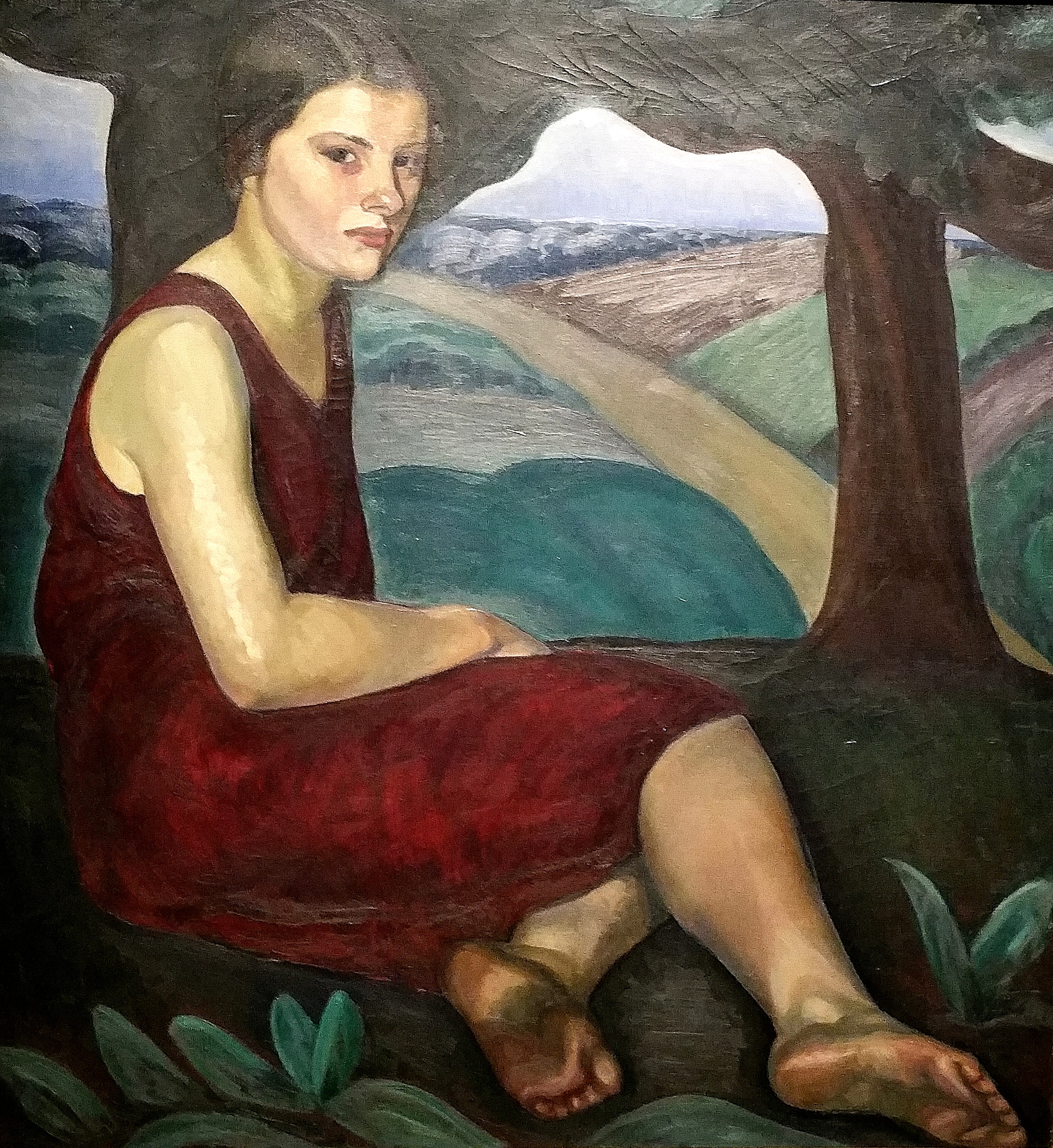
Femme sur une colline, 1928
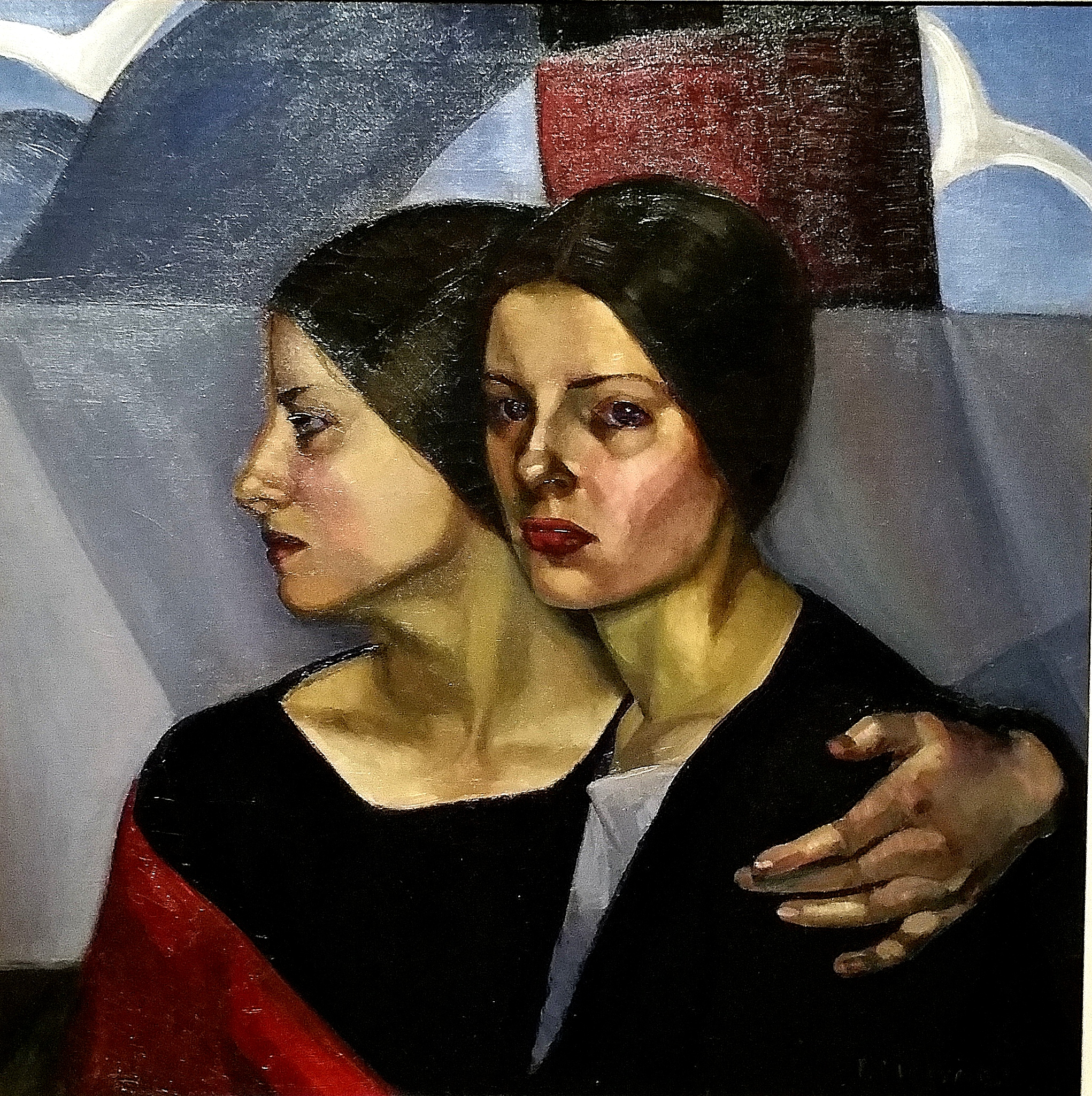
Immigrantes, 1928
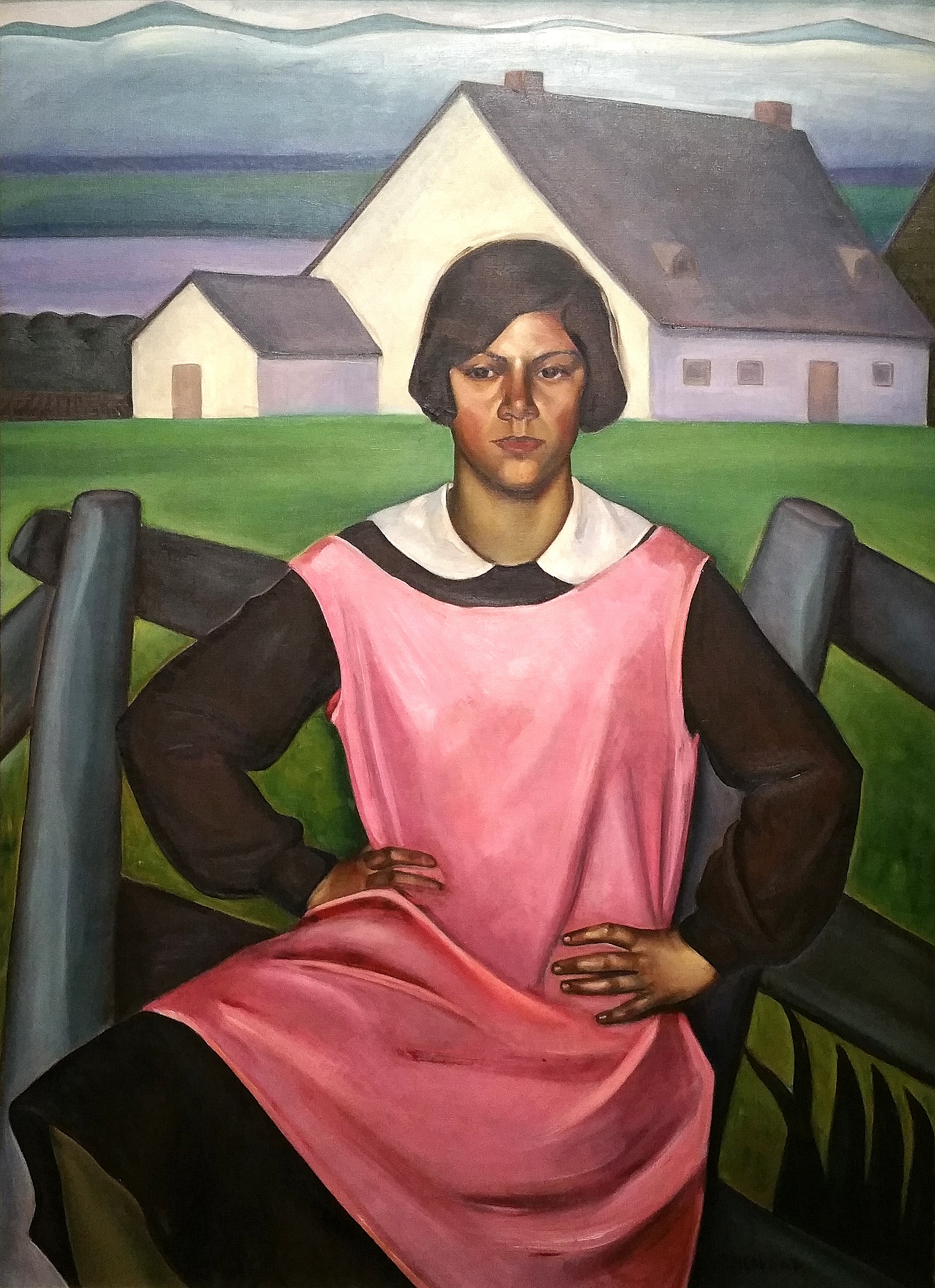
Rollande, 1929
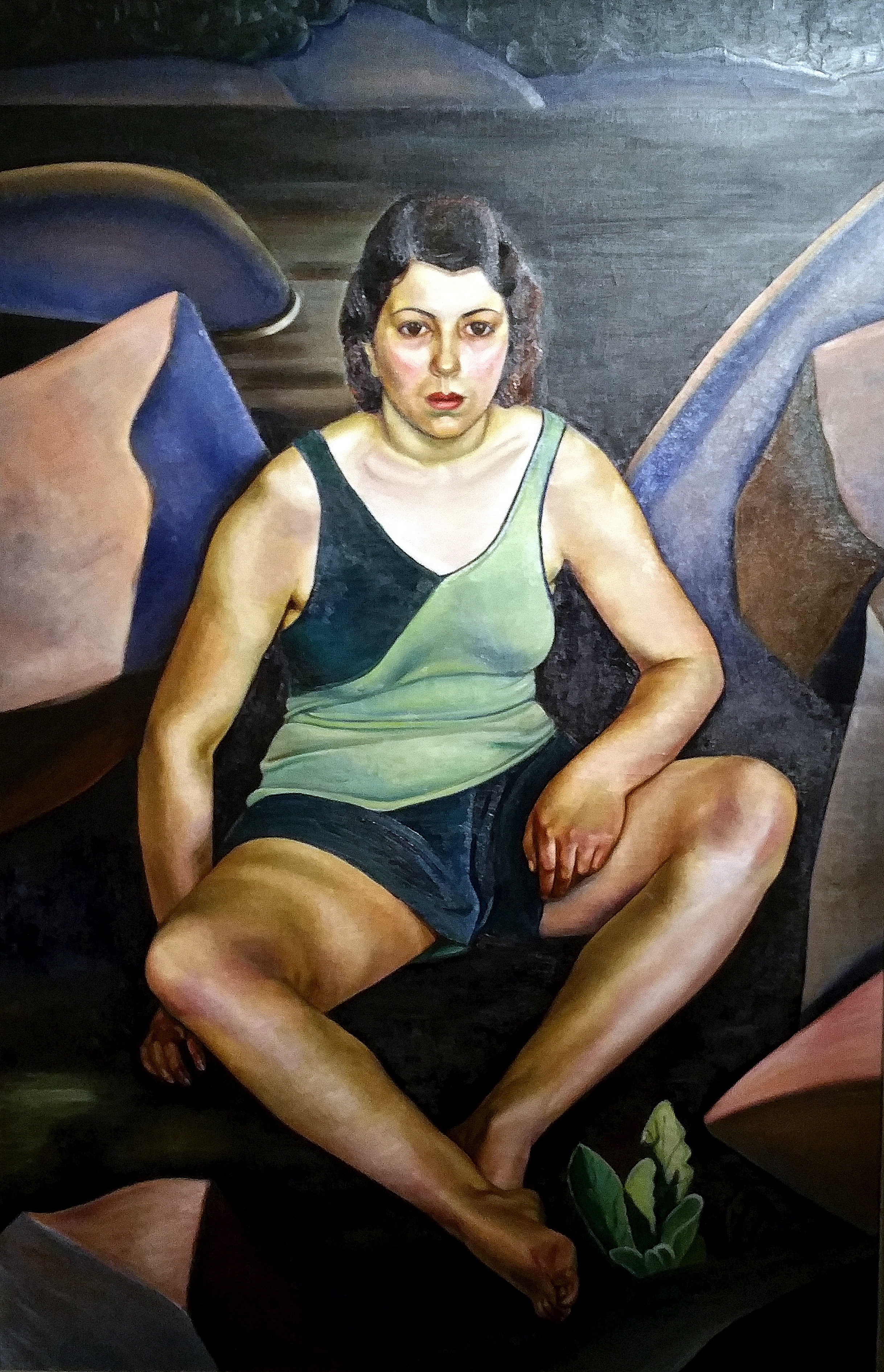
La Baigneuse, 1930